# Zero: Fever Part.3
Zero: Fever Part.3 – siódmy minialbum południowokoreańskiej grupy Ateez, wydany 13 września 2021 roku przez wytwórnię KQ Entertainment. Płytę promowały single „Deja Vu” i „Eternal Sunshine”.
Minialbum ukazał się w trzech edycjach fizycznych („A”, „Z” oraz „Diary”) i jednej cyfrowej. Sprzedał się w nakładzie 737 124 egzemplarzy w Korei Południowej (stan na grudzień 2021 r.) i zdobył podwójny platynowy certyfikat w kategorii albumów.

## Lista utworów
| CD | CD                                                      | CD                                                            | CD                                               | CD                                               | CD      |
| Nr | Tytuł utworu                                            | Tekst                                                         | Kompozycja                                       | Aranżacja                                        | Długość |
| -- | ------------------------------------------------------- | ------------------------------------------------------------- | ------------------------------------------------ | ------------------------------------------------ | ------- |
| 1. | „Eternal Sunshine”                                      | EDEN, Ollounder, LEEZ, Hongjoong, Song Min-gi                 | EDEN, Ollounder, LEEZ, Peperoni, Oliv            | EDEN, Ollounder, LEEZ, Peperoni, Oliv            | 3:29    |
| 2. | „Feeling Like I Do”                                     | EDEN, Ollounder, LEEZ, Hongjoong, Song Min-gi                 | EDEN, Ollounder, LEEZ, Peperoni, Oliv            | EDEN, Ollounder, LEEZ, Peperoni, Oliv            | 3:17    |
| 3. | „Deja Vu”                                               | EDEN, Ollounder, LEEZ, Peperoni, Oliv, Hongjoong, Song Min-gi | EDEN, Ollounder, LEEZ, Peperoni, Oliv            | EDEN, Ollounder, LEEZ, Peperoni, Oliv            | 3:16    |
| 4. | „ROCKY”                                                 | EDEN, LEEZ, Ollounder, Hongjoong, Song Min-gi                 | EDEN, LEEZ, Hongjoong, Ollounder, Peperoni, Oliv | EDEN, LEEZ, Hongjoong, Ollounder, Peperoni, Oliv | 3:08    |
| 5. | „All About You”                                         | EDEN, Hongjoong, Ollounder, BUDDY, MADDOX, Song Min-gi        | EDEN, Hongjoong, Ollounder, BUDDY, MADDOX        | EDEN, Hongjoong, Ollounder, BUDDY                | 2:56    |
| 6. | „Bamhaneul (Not Too Late)” (kor. 밤하늘 (Not Too Late)) | EDEN, LEEZ, Ollounder, Hongjoong, Song Min-gi                 | EDEN, LEEZ, Ollounder, Peperoni, Oliv            | EDEN, LEEZ, Ollounder, Peperoni, Oliv            | 3:34    |

## Notowania
| Lista                               | Pozycja |
| ----------------------------------- | ------- |
| Gaon Weekly Album Chart             | 2       |
| Oricon Weekly Album Chart           | 9       |
| Five Music (Tajwan)                 | 3       |
| Croatia International Albums (HDU)  | 35      |
| Węgry (MAHASZ)                      | 14      |
| Ultratop 200 Albums (Flandria)      | 47      |
| Ultratop 200 Albums (Walonia)       | 103     |
| Polska (ZPAV)                       | 36      |
| Finlandia (Suomen virallinen lista) | 12      |
| Billboard 200                       | 42      |
| World Albums (Billboard)            | 1       |

## Nagrody w programach muzycznych
| Program               | Data             | Źródło |
| --------------------- | ---------------- | ------ |
| Show Champion (MBC M) | 22 września 2021 | [ 13 ] |